# The Eternal Sapho
The Eternal Sapho è un film muto del 1916 diretto da Bertram Bracken che aveva come interprete principale Theda Bara. Nel cast, James Cooley, Walter P. Lewis, Hattie Delaro, Einar Linden, Mary Martin, Kittens Reichert, George MacQuarrie. La sceneggiatura si basa sul romanzo Sapho di Alphonse Daudet pubblicato nel 1884.
Anche se usualmente il nome viene definito Sappho, i credit del film riportano quello di Sapho.

## Trama
La modella Laura Gubbins diventa celebre per aver posato per uno scultore che l'ha ritratta come Saffo, la poetessa greca. Tra i suoi ammiratori, si distingue John Drummond che si sta rovinando per lei. Laura, quando incontra la figlia dell'uomo, sente però degli scrupoli e decide di rompere la relazione. Un altro dei suoi ammiratori sta per dichiararsi ma sente dei pettegolezzi sul passato di Laura che la additano - falsamente - come la responsabile dell'omicidio del padre. Laura, ormai sola, torna dallo scultore che l'ha resa famosa e che lei aveva amato. Ma scopre che l'uomo si è ucciso quando lei lo ha lasciato. In preda al rimorso, Laura impazzisce. Muore nello studio dove campeggia ancora la statua di Saffo: il suo corpo, dissolvendosi, pare integrarsi con quello dell'immagine di Saffo.

## Produzione
Il film fu prodotto dalla Fox Film Corporation con il titolo di lavorazione A Modern Sapho.

## Distribuzione
Il copyright del film, richiesto da William Fox, fu registrato il 7 maggio 1916 con il numero LP8242. Distribuito dalla Fox Film Corporation, il film uscì nelle sale cinematografiche statunitensi il 7 (o 8) maggio 1916.

### Conservazione
Non si conoscono copie ancora esistenti della pellicola che viene considerata presumibilmente perduta.